# Pavel Chatilov
Pavel Nikolaïevitch Chatilov (en russe : Па́вел Никола́евич Шати́лов), né le 13 novembre 1881 à Tbilissi, dans Empire russe, et décédé le 5 mai 1962 à Asnières-sur-Seine, en France, est un général de cavalerie ayant combattu dans les armées blanches pendant la guerre civile russe. Il est chef d’état-major de l’armée russe du général Wrangel de 1920 à 1922, puis président de la section française de Union générale des combattants russes jusqu'en 1934.

## Biographie

### Origines et formation
D’extraction noble, fils et petit-fils de généraux, Pavel Nikolaïevitch Chatilov suivi ses études au premier corps des cadets de Moscou, au corps des pages (major de promotion en 1900) puis à l’académie d’état-major Nicolas (1908). À l’académie il étudia en compagnie de Piotr Nikolaïevitch Wrangel avec lequel il tissa des liens d’amitié. Son service actif débuta en 1900 au rang d’enseigne (khorounji) dans le régiment de cosaques de la Garde impériale. En 1905, il participe à la guerre russo-japonaise.

### Première Guerre mondiale
Durant la Première Guerre mondiale il servit au rang de lieutenant-colonel, responsable de l’état-major des 7e et 8e divisions de cavalerie. Il reçoit une épée de Saint-Georges en or pour bravoure ainsi que l’Ordre de Saint-Georges de IVe classe (1915).
En décembre 1915 il est promu colonel. À partir d’août 1916 il est chef d’état-major de la 2e division de cavalerie du Caucase. En décembre 1916 il commande le régiment de Cosaques de la mer Noire au sein de la 2e division cosaque du Caucase. En 1917 il devient général-major. De septembre à décembre 1917 il est emprisonné à Tbilissi pour son soutien au général Kornilov. Le 27 mars 1918 il reçoit l’Ordre de Saint-Georges de IIIe classe pour excellence devant l’ennemi alors qu’il était colonel commandant le 1er régiment de cosaques de la mer noire.

### Guerre civile russe
Fin 1918 Chatilov rejoint les rangs de l’armée des volontaires, il y commande la 1re division de cavalerie du corps de cavalerie du général Wrangel. Dès le 7 janvier 1919 ses troupes prennent la ville de Gueorguievsk puis anéantissent la formation de l’Armée rouge de Mineralnye Vody avant d’occuper l’oblast du Terek et le Daghestan. Au printemps 1919 le général Chatilov se distingua lors des opérations à proximité de la rivière Manytch, mettant en déroute une formation de trente mille soldats rouges. Chatilov et ses hommes traversèrent le Manytch et portèrent le coup décisif aux environs de Velikokniajeskaïa. À la suite de cette bataille il fut nommé lieutenant-général et reçut le commandement du 4e corps de cavalerie.
À partir de juin 1919 il est le chef d’état-major de l’armée du Caucase commandée par le général Wrangel. En décembre 1919 — janvier 1920 il commande l’état-major de l’armée des volontaires lorsque celle-ci est commandée par Wrangel. Au début 1920, après le conflit en Wrangel et Dénikine, Wrangel et Chatilov sont exclus du service et partent pour Constantinople.

### Dans l’armée russe du général Wrangel
À la suite de l’accession du général Wrangel au commandement général des Forces Armées du Sud de la Russie il nomme Chatilov son assistant. Le 21 juin 1920, Pavel Chatilov devient chef d’état-major de l’armée russe.
En automne 1920 Chatilov organisa avec succès l’évacuation de l’armée russe de Crimée, en récompense de quoi le baron Wrangel le promu au rang de général de cavalerie.

### Émigration en France
Il commanda officiellement l’état-major de l’armée russe jusqu’en 1922. De 1922 à 1924 il se trouvait à la disposition du commandant en chef général Wrangel. En 1924, après la création de l’union générale des combattants russes, il devient responsable de la première section (France), poste qu’il occupa jusqu’en 1934. Il se retira de la vie politique après l’enlèvement du général Miller en 1937. Pendant la seconde guerre mondiale et l’occupation il fut arrêté et passa 10 mois emprisonné.
Il décède en 1962 et repose au cimetière russe de Sainte-Geneviève-des-Bois. Il laisse ses mémoires à l’Université Columbia (États-Unis) avec l’interdiction de les publier avant le XXIe siècle.